# Gail Porter
Gail Porter, née le 23 mars 1971 à Édimbourg, est une présentatrice de télévision, vedette télévisée, ancienne mannequin et actrice écossaise.

## Carrière
Gail Porter a étudié la production des médias au West Herts College à Watford, Hertfordshire, en obtentant un BTEC HND (Business and Technology Education Council Higher National Diploma). Après un échec pour joindre l'équipe de présentation de l'émission jeunesse Blue Peter sur la BBC, Gail Porter s'est mise à présenter des émissions familiales ou bien des programmes directement destinées aux enfants, notamment The Movie Chart Show, Top of the Pops, et Live & Kicking, des collaborations pour la chaîne CITV, et d'autres émissions comme The Big Breakfast sur Channel 4 et Gail Porter's Big 90s sur VH1.
À la fin des années 1990, elle commence à poser pour des magazines comme FHM. Une de ses photos les plus connues est probablement celle où elle est de dos complètement nue. La photo est devenue connue à la suite d'un événement pendant une nuit en 1999, où FHM, en collaboration avec l'entreprise de guérilla marketing Cunning Communications et les projectionnistes Malcolm Litson et Jason Bridges, ont réalisé une énorme projection de Gail Porter à l'extérieur du Palais de Westminster, avec un message encourageant le public à voter pour elle au "Top 100 Sexiest Women Poll" de FHM.
En 2001, Gail Porter a participé à l'émission de télé-réalité Celebrity Blind Man's Bluff et en 2003, à l'émission The Games sur Channel 4, mais une blessure soudaine a interrompu sa participation. Depuis 2008, elle a régulièrement été chroniqueuse et présente sur le plateau de l'émission The Wright Stuff sur Channel 5.
En août 2015, elle participe à la seizième saison de Celebrity Big Brother sur Channel 5, où elle représente l'équipe britannique. Le mois suivant, elle fut la quatrième candidate à être éliminée après seulement 20 jours.

## Vie privée
Gail Porter s'est mariée avec le guitariste Dan Hipgrave en août 2001. Ils ont eu une fille Honey, née le 3 septembre 2002. Elle a annoncé en février 2005 qu'il se sont séparés huit mois auparavant. Elle est en couple avec le guitariste Johnny Davies depuis 2009.
Gail Porter a été diagnostiquée de trouble bipolaire, et déclare également souffrir d'insomnie. Le 8 septembre 2011, elle a été interviewée par Phil Williams à la radio BBC Radio 5 Live où elle a déclaré avoir été internée dans un centre psychiatrique pendant 17 jours contre son gré,. Elle a déclaré que l'un des éléments principaux indiqués dans les dossiers médicaux était qu'elle se sentait suicidaire et fragile. Elle a revendiqué n'avoir eu aucun bénéfice durant tout le traitement.

## Alopécie
Durant l'été 2005, Gail Porter a commencé à souffrir de alopecia totalis en perdant tous ses cheveux, devenant complètement chauve en l'espace de seulement quatre semaines, elle refuse de porter un chapeau ou une perruque. En février 2006, alors invitée à l'émission Richard & Judy, elle a déclaré que ses sourcils et ses cils se sont mis à repousser. En avril 2006, elle a déclaré qu'il est possible que ses cheveux repoussent à nouveau.
En mai 2010, ses cheveux ont commencé à repousser sur une grande partie de son crâne, après être restée complètement chauve pendant près de 5 ans. À la fin de cette année, elle a de nouveau perdu ses cheveux à la suite d'une rechute. Elle a donc décidé de se raser entièrement la tête et de rester chauve, en déclarant qu'elle ne supportait pas une nouvelle chute de cheveux pouvant arriver à tout moment. Depuis début 2011, son alopécie est revenue et s'est même accentuée, dans les mêmes circonstances que sa première condition, à l'exception de ses cils et sourcils. Elle est de nouveau complètement chauve, ses cheveux n'ayant pas repoussé depuis. Toutefois, quelques fins cheveux blancs ont repoussé sur une partie de son crâne.